# Joshua Yong
Joshua Yong, född 24 juli 2001, är en australisk simmare.

## Karriär
Joshua Yong ingick i det mixade australiska lagkappslag som tog brons på 4 x 100 meter medley vid OS 2024.